# Vattenfall Cyclassics 2007
Wyścig kolarski Vattenfall Cyclassics w roku 2007 odbył się jak zwykle w Hamburgu, 19 sierpnia 2007. Wyścig wygrał Alessandro Ballan pokonując na finiszu ubiegłorocznego zwycięzcę, Oscara Freire.

## Wyniki (top 10)

### 2007-19-08: Hamburg-Hamburg, 229,1 km
| [ 1 ] | Imię i nazwisko          | Drużyna               | Czas         | Punkty UCI ProTour |
| ----- | ------------------------ | --------------------- | ------------ | ------------------ |
| 1     | Alessandro Ballan Włochy | Lampre                | 5h 21' 05"   | 40                 |
| 2     | Óscar Freire Hiszpania   | Rabobank              | ten sam czas | 30                 |
| 3     | Gerald Ciolek Niemcy     | T-Mobile              | ten sam czas | 25                 |
| 4     | Danilo Napolitano Włochy | Lampre                | ten sam czas | 20                 |
| 5     | Erik Zabel Niemcy        | Milram                | ten sam czas | 15                 |
| 6     | Davide Rebellin Włochy   | Gerolsteiner          | ten sam czas | 11                 |
| 7     | Paolo Bettini Włochy     | Quick Step-Innergetic | ten sam czas | 7                  |
| 8     | Greg Van Avermaet Belgia | Predictor-Lotto       | ten sam czas | 5                  |
| 9     | Peter Wrolich Austria    | Gerolsteiner          | ten sam czas | 3                  |
| 10    | Olaf Pollack Niemcy      | Wiesenhof-Felt        | ten sam czas |                    |

Olaf Pollack nie otrzymał punktów UCI ProTour, ponieważ jego drużyna, Team Wiesenhof-Felt, nie ma licencji ProTour.